# Heinz Oelze
Heinz Oelze (* 9. April 1947 in Wolmirstedt; † 27. Dezember 2017) war Fußballspieler in der höchsten Fußballklasse der DDR, der Oberliga, in der er für den 1. FC Magdeburg spielte. Mit ihm wurde er zweimal DDR-Fußballmeister.

## Sportlicher Laufbahn
Oelzes Fußball-Laufbahn begann mit acht Jahren bei der Betriebssportgemeinschaft Traktor in der damaligen Kreisstadt Wolmirstedt, nördlich von Magdeburg. Nachdem er später zur BSG Einheit Wolmirstedt gewechselt war und eine Lehre zum Gasmonteur abgeschlossen hatte, wurde er 1967 als junges Stürmertalent zum Fußballschwerpunkt der Region, dem 1. FC Magdeburg delegiert. Dort wurde er zunächst in der 2. Mannschaft eingesetzt, die in der drittklassigen Bezirksliga Magdeburg spielte. Mit ihr schaffte er 1969 den Aufstieg in die DDR-Liga. Für die 1. Mannschaft bestritt er sein erstes Pflichtspiel in der Pokalbegegnung bei Vorwärts Neubrandenburg (6:0-Sieg) am 16. November 1968. Im ersten Spiel der Rückrunde der Saison 1968/69 am 15. Februar 1969 kam er im Spiel FC Karl-Marx-Stadt – 1. FC Magdeburg (3:0) zu seinem ersten Oberligaeinsatz und spielte als rechter Außenstürmer. Die Saison endete mit acht Einsätzen in der obersten Spielklasse. Gleichzeitig war er mit 25 Treffern bester Torschütze der 2. Mannschaft und verhalf ihr dabei maßgeblich zum Aufstieg in die zweitklassige DDR-Liga. Andererseits verpasste er aber das siegreiche DDR-Pokalfinale von 1969, da er in diesem Spiel nicht aufgeboten wurde.
In der Saison 1969/70 gehörte Oelze mit 20 Oberligapunktspielen zum Stammaufgebot der 1. Mannschaft, die mit Platz 8 in der Meisterschaft jedoch ein enttäuschendes Ergebnis erzielte. 1970/71 war Oelze der einzige Spieler, der in allen Punktspielen der Oberligamannschaft eingesetzt worden war. Sein Team blieb jedoch auch in diesem Jahr ohne Titel. Den holten sich die Magdeburger ein Jahr später, als sie die Spielzeit 1971/72 erstmals als DDR-Meister beendeten. Oelze war allerdings mit nur vier Punktspielen am Erfolg beteiligt. Im November 1971 wurde Oelze zum Militärdienst eingezogen und spielte in den folgenden eineinhalb Jahren für den DDR-Ligisten Nord Torgelow. Damit verpasste er den FCM-Pokalgewinn 1973 und das siegreiche Europapokalfinale der Pokalsieger 1974. Nach seiner Rückkehr spielte Oelze ab November 1974 nur in der 2. Mannschaft des FCM, sodass er auch an der Meisterschaft 1974 nicht beteiligt war.
Nachdem Oelze in der Spielzeit 1974/75 wieder in neun Oberligaspielen eingesetzt worden war, spielte er 1975/76 zum letzten Mal in der Oberligamannschaft des FCM. Er bestritt noch einmal zwei Punktspiele, das letzte in der Begegnung Chemie Leipzig – 1. FC Magdeburg (0:1) am 18. Oktober 1975. Innerhalb von sieben Jahren kam Oelze in der 1. Mannschaft des FCM in 69 Punktspielen, 13 nationalen und 4 europäischen Pokalspielen zum Einsatz. Während dieser Zeit absolvierte er auch fünf Spiele in der DDR-Nachwuchsnationalmannschaft. Mit der 2. Mannschaft wurde Oelze in der Saison 1975/76 Torschützenkönig der DDR-Liga-Staffel C und verhalf ihr damit zum 2. Platz. Anschließend wurde diese Mannschaft zugunsten einer Elf in der Nachwuchsoberliga aufgelöst. Heinz Oelze wechselte daraufhin zum DDR-Ligisten Stahl Blankenburg, wo er der Mannschaft bis 1983 zumeist guten Platzierungen verhalf. Während seiner aktiven Zeit erwarb Oelze das Sportlehrerdiplom.

## Weiterer Werdegang
Nach seiner aktiven Zeit war er Jugendtrainer des Blankenburger FV. 2017 verstarb der ehemalige Erstligakicker.